# Oszama
Az Oszama (Osama) egy 2011-ben kiadott regény Láví Tidhár tollából. A könyv ötvözi magában az alternatív történelem és a noir elemeit. 
Főszereplője egy Joe nevű magánnyomozó, akit megbíznak egy író, Mike Longshott felkutatásával. A regény olyan világot tár az olvasó elé, ahol Oszáma bin Láden kitalált szereplő, és az általa véghezvitt terrorcselekmények nem történtek meg. Pusztán a Longshott által megírt Oszama bin Láden, az igazságosztó című történetekben bukkan fel.
Magyarul az Ad Astra kiadó adta ki 2012-ben, Kleinheincz Csilla fordításában. A regénnyel együtt jelent meg a kiadó honlapján Tidhár egyik novellája, az Utazásaim az Al-Káidával.

## Cselekmény
Egy alternatív világban nem valósultak meg a 2001. szeptember 11-ei terrortámadások, és Oszáma bin-Láden csak egy ponyvaregény főhőse. Ez napon egy rejtélyes nő felbérli az unatkozó magándetektívet, Joe-t, hogy találja meg a regények íróját, Mike Longshottot. Joe ezek után elkezdi a titokzatos írót hajszolni. Párizsban talál rá a kiadójára, majd aztán Londonban működik tovább egy kollégája segítségével. Az útja azonban nem alakul zökkenőmentesen. A rendőrség és egyéb szervezetek is azt akarják, hogy fejezze be a nyomozást, és többször is testi erőszakot alkalmaznak a detektíven. Joe elgondolkodik azon, vajon valóság-e az, amit átél? És ha nem, akkor ő maga vajon kicsoda?

## Díjak, elismerések
- 2012 – BSFA-díj (jelölés)
- 2012 – John W. Campbell-emlékdíj (jelölés)
- 2012 – Kitschies-díj (jelölés)[1]
- 2012 – World Fantasy-díj (nyertes)[2][3]

## Magyar kiadás
- Oszama; fordította: Kleinheincz Csilla; Ad Astra, Budapest, 2012

## Külső hivatkozások
- Lavie Tidhar: Oszama
- A könyvhöz készült bemutató
- A szerző blogja